# Кургинское сельское поселение
Кургинское се́льское поселе́ние — упраздненное в 2024 муниципальное образование в Нязепетровском районе Челябинской области Российской Федерации. В рамках административно-территориального устройства муниципальному образованию  соответствовал административно-территориальная единица Кургинский сельсовет.
Административный центр — деревня Курга.

## История
Статус и границы сельского поселения установлены Законом Челябинской области от 13 сентября 2004 года № 266-ЗО «О статусе и границах Нязепетровского муниципального района, городского и сельских поселений в его составе».
Упразднено Постановлением Губернатора Челябинской области от 22.01.2024 № 9.

## Население
| 2002 | 2010 | 2011 | 2012 | 2013 | 2014 | 2015 |
| ---- | ---- | ---- | ---- | ---- | ---- | ---- |
| 551  | ↘460 | ↘458 | ↘454 | ↘447 | ↘440 | ↘437 |
| 2016 | 2017 | 2018 | 2019 | 2020 | 2021 |      |
| ↘428 | ↘413 | →413 | ↗416 | ↘397 | ↘321 |      |

## Состав сельского поселения
| № | Населённый пункт | Тип населённого пункта          | Население |
| - | ---------------- | ------------------------------- | --------- |
| 1 | Бехтерева        | деревня                         | ↘100      |
| 2 | Горшенина        | деревня                         | ↘50       |
| 3 | Кедровый         | посёлок                         | 55        |
| 4 | Курга            | деревня, административный центр | ↘47       |
| 5 | Первомайский     | посёлок                         | ↘46       |
| 6 | Сухово           | деревня                         | ↘153      |
| 7 | Юлдашево         | деревня                         | ↘9        |